# 德国法院列表
德国法院列表詳列各種德国法院。

## 普通法院
普通法院以法院所在城市命名，辖区可能不止该城市

### 巴登-符腾堡州
- 卡尔斯鲁厄高级法院
  - 巴登-巴登中级法院
  - 弗赖堡中级法院
  - 海德堡中级法院
  - 康斯坦茨中级法院
  - 曼海姆中级法院
  - 莫斯巴赫中级法院
  - 奥芬堡中级法院
  - Waldshut-Tiengen中级法院
- 斯图加特高等法院

### 拜恩州
- 班贝格高级法院
- 纽伦堡高级法院
- 慕尼黑高级法院

### 柏林
- 一个高级法院：柏林审判庭
  - 一个中级法院：柏林中级法院
    - 12个地方法院：Charlottenburg | Hohenschönhausen | Köpenick | Lichtenberg | Mitte | Neukölln | Pankow-Weißensee | Schöneberg | Spandau | Tempelhof-Kreuzberg | Tiergarten | Wedding

### 勃兰登堡州
- 勃兰登堡高级法院

### 不來梅市
- 不莱梅汉萨高级法院

### 汉堡市
- 汉堡汉萨高级法院

### 黑森州
- 法兰克福高级法院

### 梅克伦堡-前波美拉尼亚州
- 罗斯托克高级法院

### 北莱茵-威斯特法伦州
- 杜塞尔多夫高级法院
- 哈姆高级法院
- 科隆高级法院

### 莱茵兰-普法尔茨州
- 普法尔茨地区高级法院
- 科布伦茨高级法院

### 萨尔州
- 萨尔州高级法院（在萨布吕肯市）

### 萨克森州
- 德累斯顿高级法院

### 石勒苏益格-荷尔斯泰因州
- 石勒苏益格-荷尔斯泰因州高级法院（在石勒苏益格）

### 图林根州
- 图林根高级法院（在耶拿）